# Acronicta leucoptera
Acronicta leucoptera är en fjärilsart som beskrevs av Butler 1881. Acronicta leucoptera ingår i släktet Acronicta och familjen nattflyn. Inga underarter finns listade i Catalogue of Life.